# Kaivalya
Der Sanskrit-Begriff Kaivalya (in Devanagari कैवल्य) steht für Befreiung und ist das letztendliche Ziel im Raja Yoga.

## Etymologie
Kaivalya ist eine Vrddhi-Ableitung von kevala mit der Bedeutung selbstbezogen, allein, isoliert. Kaivalya kann somit als Einsamkeit, Absonderung, Abgehobenheit,  Losgelöstheit, Isolation übersetzt werden. 

## Definition und Charakterisierung
Kaivalya wird als Absonderung des Purusha (Mensch) von Prakriti (Natur) mit anschließender Befreiung vom Kreislauf der Wiedergeburten definiert.
Menschen, die Kaivalya erlangt haben, befinden sich im Dauerzustand des Samadhi (voll integriertes Bewusstsein). Diese innere Befreiung ist das eigentliche Ziel des Yoga. Menschen in diesem Zustand haben ein intimes Verständnis der Welt, beziehen aber dennoch Distanz. Sie lassen sich nicht beeinflussen, können aber ihrerseits sehr wohl  Einfluss geltend machen. Sie benehmen sich zwar wie normale Menschen, tragen aber nicht an der Last der Welt. Sie leben in der Welt, sind aber ihr nicht untertan. Zwar sind auch sie nicht frei von Sinneswahrnehmungen und auch nicht frei vom Körper, dennoch sind sie anders. Menschen im Zustand des Kaivalya sind sich ihrer selbst sicher. Kräfte aus der Außenwelt, mit der sie ausgezeichnet vertraut sind, haben über sie keine Macht mehr.
Gemäß den Prinzipien des Yoga hat die gesamte Schöpfung den alleinigen Zweck, uns den Kontext zu unserem Selbstverständnis zu liefern – zu wissen, was (und wer) wir sind und was (und wer) nicht. Begreifen wir dies, so eröffnet sich Kaivalya und Prakriti tritt in den Hintergrund, da sie jetzt ihre Aufgabe erfüllt hat. Die materielle Welt wird dann genau als das erfahren, was sie wirklich ist und nicht mehr. Kaivalya wird als ein Kontinuum erlebt, das sich nach dem Wegbrechen alter  Konditionierungen, Verhaltensmuster, Gewohnheiten und Erfahrungen eröffnet.

## Kaivalya in den Yogasutras
Die 34 Yogasutras des Patanjali behandeln in Kapitel IV die psychischen Eindrücke, die endlose Zyklen von Wiedergeburten auf uns hinterlassen haben. Ferner wird die Notwendigkeit begründet, derartige Eindrücke auszulöschen. Der Kaivalya-verwirklichte Yogi wird als Persönlichkeit dargestellt, der alle Banden abgeworfen und absolutes, wahres Bewusstsein (ritambhara prajna), wie es im Samadhi Pada beschrieben wird, erlangt hat.

„…oder von einem anderen Standort aus betrachtet, lässt sich die Kraft reinen Bewusstseins in ihrer ureigenen, reinen Natur nieder“

„Nur der aus Meditation hervorgegangene Geist ist frei von Eindrücken des Karmas“

„Da der Lebenswunsch seit urewigen Zeiten existiert, sind auch die Eindrücke anfanglos. Letztere werden von Ursache und Wirkung, Grundlage und Unterstützung zusammengehalten. Verschwinden diese vier, so vergehen auch die Eindrücke.“

## Kaivalya in den Upanishaden
Die Begriffe kevala, kaivalya, kaivalya-mukti finden sich auch in den Upanishaden, so beispielsweise in der Svetasvatara-Upanishad (I und IV), in der Kaivalya-Upanishad (Vers 25), in der Brahma-bindu-Upanishad (Vers 29) und in der Muktika-Upanishad (I. 18, 26, 31).
In den Versen 16–18 der Yogatattva-Upanishad heißt es:

„Kaivalya ist die grundlegende Natur des Selbst, seine höchste Ebene (paramam padam). Es lässt sich nicht weiter unterteilen und es ist makellos. Es ist direkte Intuition des Wirklichen – Dasein, Intelligenz und Seligkeit (Sat-Chit-Ananda). Es wird weder geboren noch zerstört und es kennt weder Existenz, Anerkennung noch Erfahrung. Diese Erkenntnis ist wahres Wissen.“

## Kaivalya im späteren Hinduismus
Mit dem Erstarken des mächtigen Vijayanagar-Reichs im 14. Jahrhundert (und damit des Hinduismus) konnte sich der Veerashaivismus in Südindien ausbreiten. Einige Gelehrte des Veerashaivismus wie Nijaguna Shivayogi (ca. 1500) versuchten den Veerashaivismus mit Shankaras Advaita zu vereinigen. Sein am besten bekanntes Werk ist Kaivalya Paddhati, eine Sammlung von svara cavhanas in Form von klassischen Ragas.
Andere bekannte Autoren dieser Tradition sind neben Nijaguni Shivayogi Muppina Shadakshari, Mahalingaranga und Chidanandavadhuta. Die Kaivalya-Literatur wurde ausschließlich in Kannada verfasst.
Vijñānabhiksu war ein Vedanta-Philosoph des 16. Jahrhunderts, der im vierten und letzten Kapitel seines Yogasārasamgraha explizit über Kaivalya schreibt.
In Assam besteht die Kaval-Dharma-Sekte. Bei ihnen wird  der höchste Seinszustand als kevali bezeichnet, in welchem der bhagat jeden bewussten Kontakt zur Realität verliert und nur noch die alldurchringende Wesenheit wahrnimmt. Wesentliche Satras der Keval-Sekte sind Moamara Satra und Kardoiguria Satra.